# Paul Reber (Unternehmen)
Die Paul Reber GmbH & Co. KG ist ein Pralinen-Produzent in Bad Reichenhall. Das Unternehmen ist deutscher Marktführer und nach eigenen Angaben mit 500.000 Kugeln pro Tag auch weltgrößter Produzent von Mozartkugeln, die es unter dem Markennamen Echte Reber-Mozartkugeln international vertreibt. Sie gehört zu den bekanntesten deutschen Premium-Schokoladenherstellern.
Reber ist seit seiner Gründung 1865 im Eigentum der Familie Botzleiner-Reber.

## Geschichte
1865 wurde von Peter Reber das erste Reber Confiserie-Konditorei-Cafés in München eröffnet und dort bis 1938 betrieben. 1936 übernahm Reber das traditionsreiche Café Schiffmann in der Ludwigstraße in Bad Reichenhall. Das Stammhaus der Paul Reber GmbH & Co. KG hat dort noch heute seinen Firmensitz. Die Firma wurde um eine Produktionsstätte im Reichenhaller Ortsteil Marzoll, eine Tochtergesellschaft mit Produktionsstätte in Rüdesheim sowie um einen Filialladen in Salzburg erweitert.

## Reber-Mozartkugeln

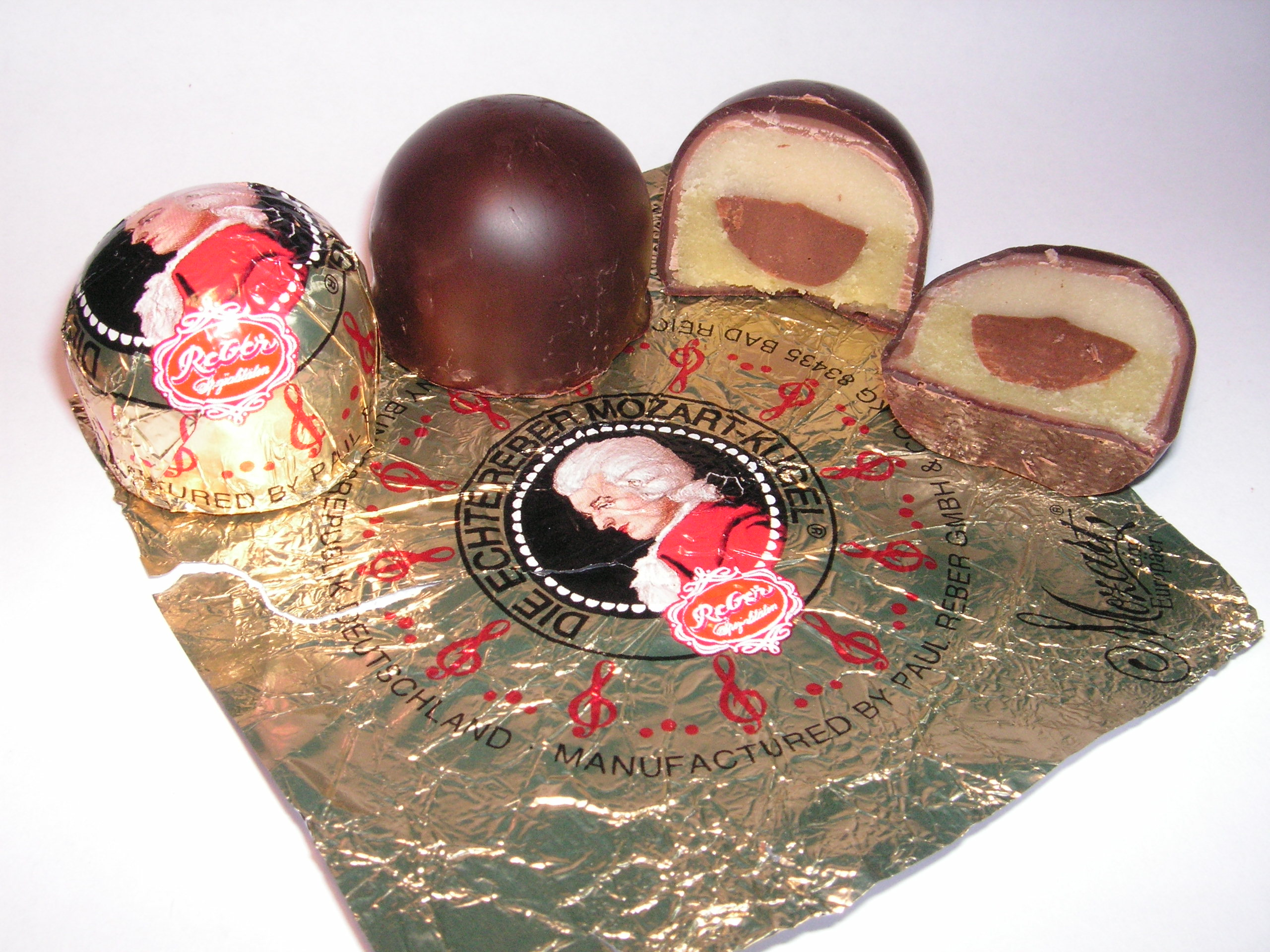
Echte Reber-Mozartkugeln

Echte Reber-Mozartkugeln weichen in Form und Inhalt bewusst von der Originalrezeptur der Konditorei Fürst als Ersthersteller von Mozartkugeln ab: Doppelt umhüllt mit Alpenmilch-Schokolade und Zartbitter-Schokolade, sind sie gefüllt mit Edel-Marzipan aus Mandeln und Pistazien sowie einem Haselnuss-Nougat-Kern. Zudem weisen sie aus Produktionsgründen eine Abflachung auf.

## Weitere Erzeugnisse
Heute gibt es Reber-Kugeln auch mit Geschmacksrichtungen wie Himbeere oder Limone. Diese Varianten werden unter dem Markenzeichen Reber-Constanze-Kugel, als Hommage an W. A. Mozarts Frau Constanze, exklusiv hergestellt und vermarktet. Neben „Pralinee-Pasteten“, Saisonprodukte, wie Schokoladen-Weihnachtsmänner, oder Ostereier stellt das Unternehmen auch gefüllte Tafelschokolade her.

## Standorte

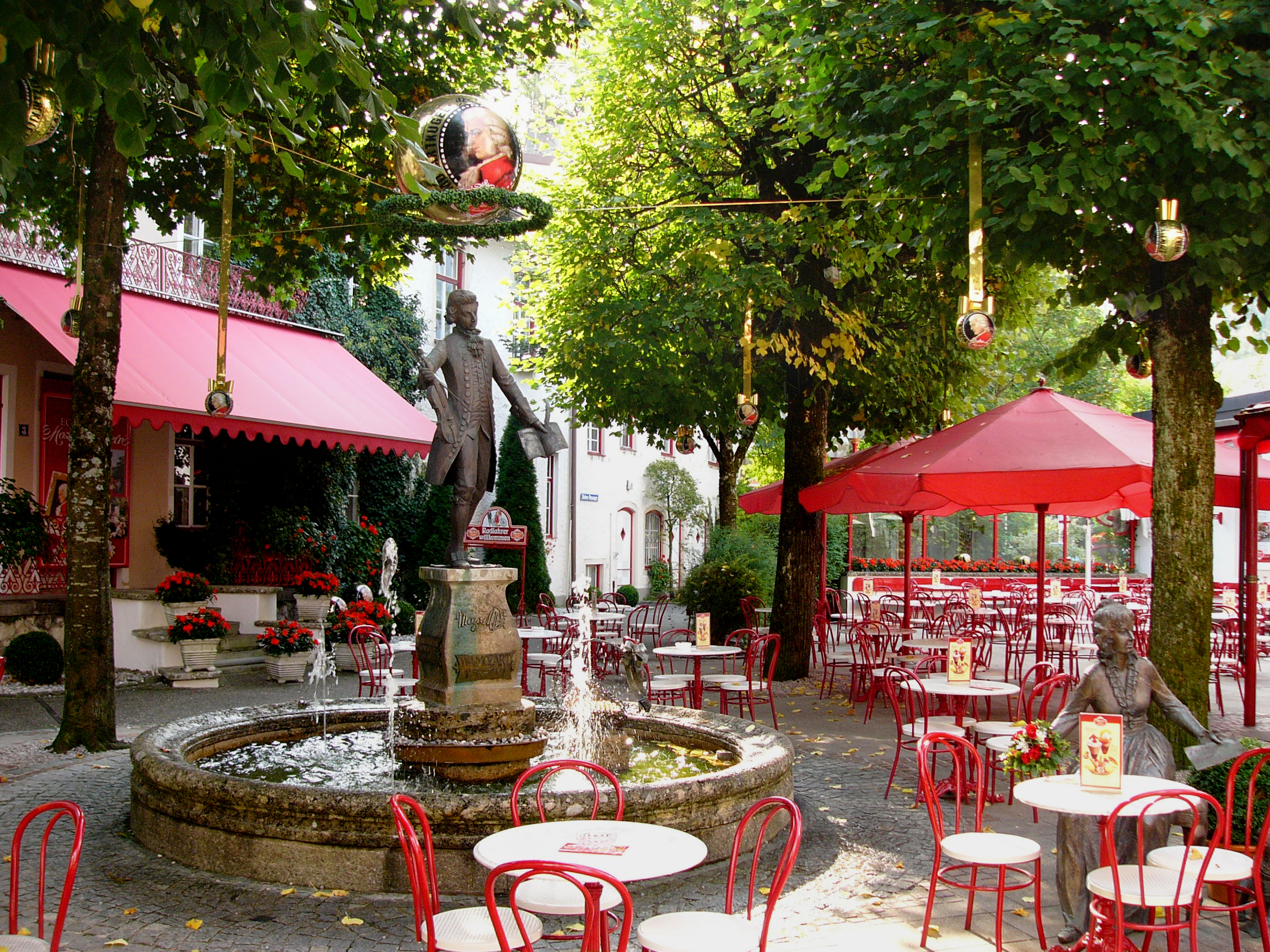
Der Hofgarten des Café Reber in Bad Reichenhall

Das denkmalgeschützte Reber-Stammhaus mit Café-Reber und zugehörigem Ladenverkauf und Gastgarten steht in der Ludwigstraße in Bad Reichenhall. Das „Cafe Reber“ zählt mit seinem Gastgarten „Mozart-Passage“ zu den größten Kaffeehäusern Bayerns. Eine Verkaufs-Filiale wird in der Altstadt von Salzburg betrieben. Die Produktion der Reber Confiserien inklusive Fabrikverkauf erfolgt heute im Bad Reichenhaller Ortsteil  Marzoll. Nach einer Erweiterung des Standortes im Jahr 2021 besitzt die Fabrik insgesamt sechs Produktionslinien. Auch die Lagerung der Produkte wurde bis Anfang 2022 von Gotha auf das Betriebsgelände in Bad Reichenhall verlegt.
Die Rüdesheimer Confiserie ist eine Tochtergesellschaft, welche Alkoholpralinen herstellt (z. B. Asbach Pralinen, Verpoorten). Sie ist nach Unternehmensangaben der Marktführer bei Premium-Alkoholpralinen.

## Marken- und Namens-Rechtsstreitigkeiten
Der Markenbezeichnung Echte Reber-Mozartkugeln ging ein Rechtsstreit mit der Firma von Nachfahren des Salzburger Konditors und Ersterstellers von Mozartkugeln Paul Fürst voran, die als einzige ihre Mozartkugeln unter der Bezeichnung Original Salzburger Mozartkugeln vertreiben darf. (Siehe auch: Namensrechte Mozartkugel)
Zwischen dem Salzburger Mozartkugel-Hersteller Mirabell und Reber entbrannte Ende der 1970er Jahre ein Rechtsstreit um die Markenrechte, der 1981 in dem Versuch österreichischer Regierungsbeamte mündete, ein Abkommen zu erwirken, das nur österreichische Produzenten zur Herstellung und zum weltweiten Export von Mozartkugeln berechtigen sollte. Am Ende entschieden Beamte der Europäischen Gemeinschaft in Brüssel über den Streitfall und wiesen ein solches Abkommen ab.

## Zertifizierungen
Reber Confiserien lässt seine Produkte von externen Stellen wie IFS Higher Level und UTZ-Certified für Kakao nach Kontroll-, Nachhaltigkeits- und Sozialkriterien zertifizieren. Die Reber Gruppe ist darüber hinaus Mitglied im Forum Kakao, das sich ebenfalls um fairen Handel und Nachhaltigkeit bei der Kakaoherstellung bemüht. Reber verwendet keinerlei Palmfette.
Ferner wird bei zahlreichen Reber-Produkten die Übereinstimmung mit den jüdischen Speisegesetzen hinsichtlich Herstellung und Zutaten regelmäßig von einem Kashrut-Experten vom Chief Rabbinate Jerusalem kontrolliert.

## Auszeichnungen
Reber-Produkte erhielten bereits mehrfach DLG-Gold-Prämierungen der Deutschen Landwirtschafts-Gesellschaft.

## Rekord-Mozartkugel
Eine von Reber mit 1.000 kg Gesamtmasse hergestellte Mozartkugel wurde 1988 als größte der Welt ins Guinnessbuch der Rekorde eingetragen.